# Wikariat Lizbona III
Wikariat Lizbona III − jeden z 17 wikariatów Patriarchatu Lizbony, składający się z 21 parafii:
- Parafia św. Józefa w Bairro da Boavista
- Parafia Najświętszej Maryi Panny w Belém
- Parafia Matki Bożej Nieustającej Pomocy w Lizbonie
- Parafia Świętej Rodziny w Lizbonie
- Parafia św. Jana Chrzciciela w Lizbonie
- Parafia św. Piotra w Lizbonie
- Parafia Matki Bożej Fatimskiej w Lizbonie
- Parafia św. Antoniego w Lizbonie
- Parafia św. Wawrzyńca w Lizbonie
- Parafia Matki Bożej z Lapa w Lizbonie
- Parafia św. Tomasza z Akwinu w Lizbonie
- Parafia Matki Bożej Radosnej w Lizbonie
- Parafia Świętej Rodziny w Pontinha
- Parafia św. Izabeli w Lizbonie
- Parafia w Santo Condestável
- Parafia św. Veríssimo, św. Máxima i św. Júlia w Lizbonie
- Parafia św. Dominika Guzmana w Lizbonie
- Parafia św. Franciszka z Paoli w Lizbonie
- Parafia św. Franciszka Ksawerego w Lizbonie
- Parafia św. Mammesa z Cezarei w Lizbonie
- Parafia św. Wincentego á Paulo w Lizbonie